# Église Saint-Basile des Arméniens
Pour les articles homonymes, voir Église Saint-Basile.
L'ancienne église épiscopale méthodiste, aujourd'hui l'église adventiste du Septième Jour , est un édifice religieux de Florence.  
Elle s'appelait à l'origine église Saint-Basile des Arméniens. 

## Histoire
L'église a été fondée au XIe siècle par des moines apostoliques arméniens, ce peuple étant appelé « Ermini » en ancien toscan et en latin. Elle était dédiée à saint Basile.  
À la fin du XVe siècle, l'édifice devint un hospice pour la Congrégation des pauvres prêtres du Saint-Esprit, qui abritait les prêtres âgés qui avaient été réduits à la pauvreté. Un tondo en terre cuite avec une colombe blanche sur le côté de la Via San Gallo rappelle cette époque. 
Elle a subi plusieurs rénovations plus tard, jusqu'en 1939, lorsqu'elle est passée à l'église adventiste du septième jour. La dernière restauration remonte à 2008.  

## Plaques
Une plaque sur le côté rappelle l'interdiction des seigneurs Otto de garder et de vendre du bétail près de l'église. 
| I·SS·CAP·DI PARTE PIB° FARE IMMON DITIE VENDERE TENER BESTIE, E GIVCARE INTORNO ALLA CHIESA, E CIMITERO PENA VNO SCVDO · |

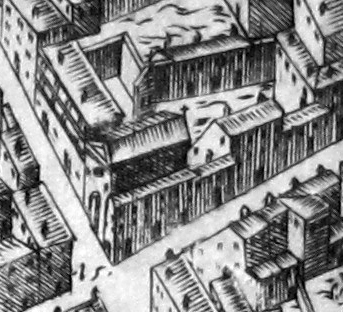
L'orientation différente de l'église dans le plan Buonsignori (1594)
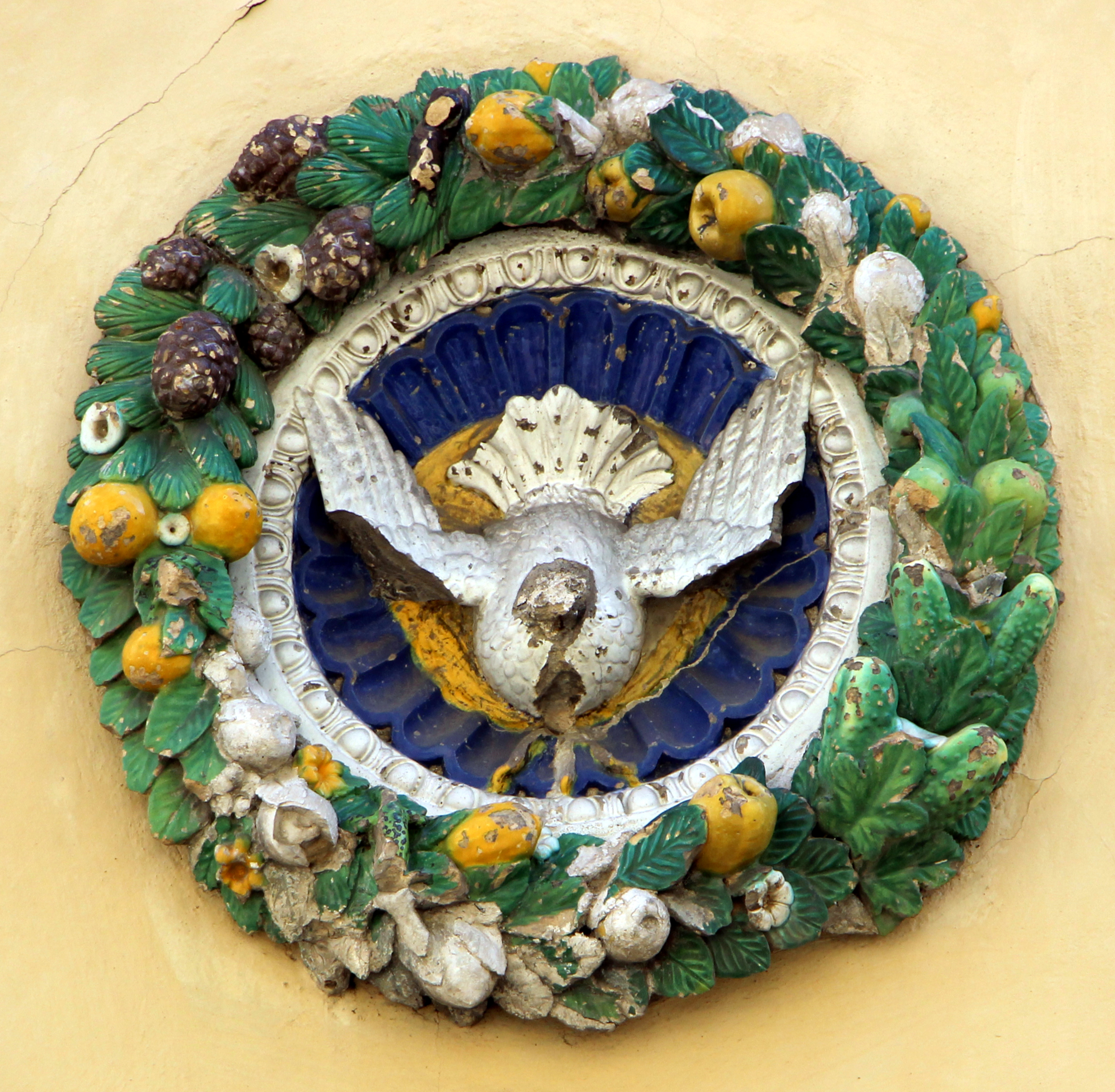
La colombe en terracotta sur le côté de la Via San Gallo
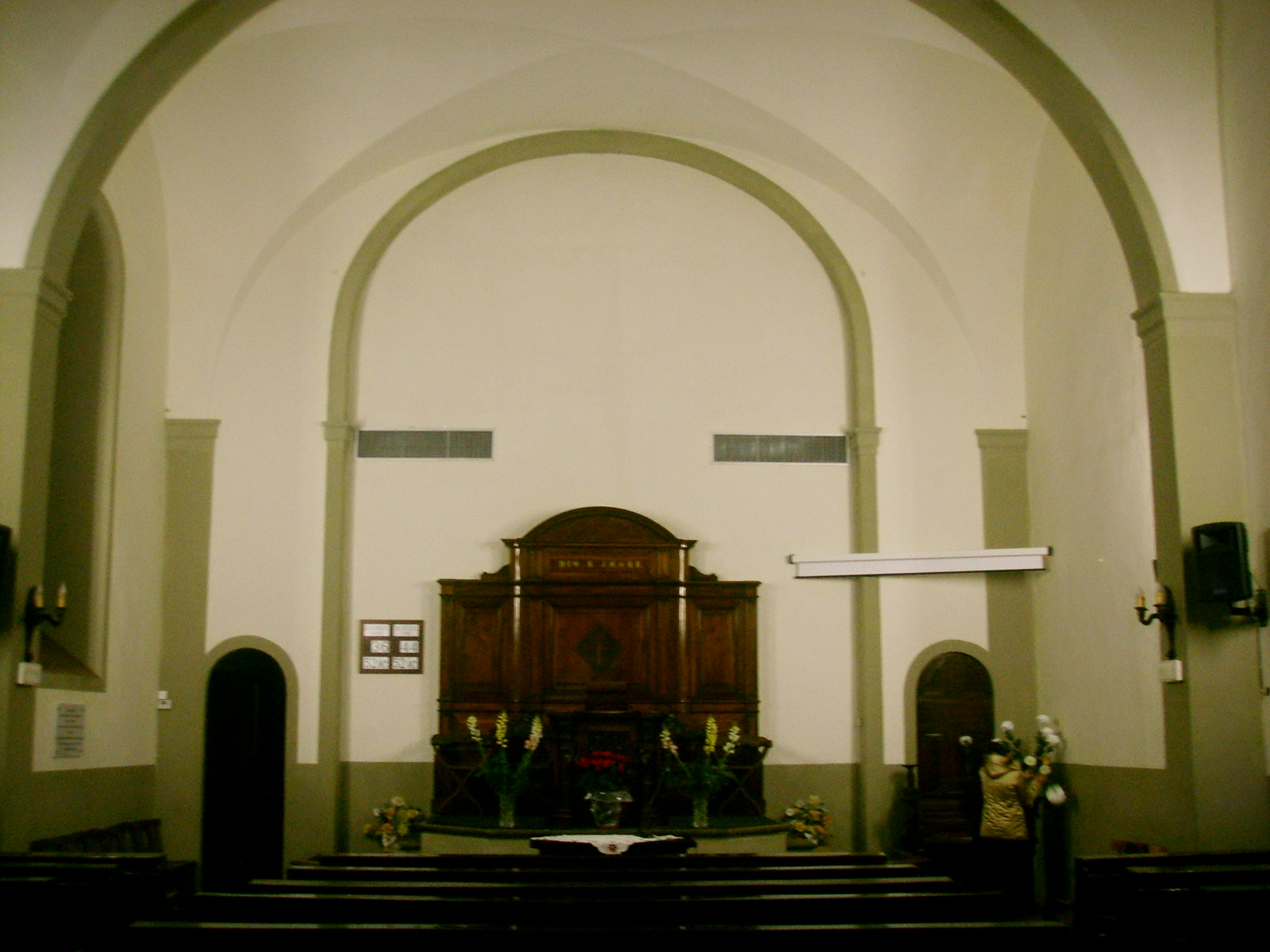
Intérieur